# Aer Turas
Aer Turas (kod linii IATA: US, kod linii ICAO: ATT) – nieistniejące irlandzkie linie lotnicze z siedzibą w Dublinie, działające w latach 1962–2003.
Firma zaczynała swą działalność w 1962 roku od jednego samolotu De Havilland Dragon Rapide kursującego między Irlandią a Wielką Brytanią. W 1964 Dragon Rapide został zastąpiony przez samolot Douglas DC-3, którego z kolei rok później zastąpił Douglas DC-4. W roku 1966 firma wzbogaciła się o kolejnego DC-4 i dwa samoloty Bristol 170 Freighter. W 1967 władze firmy zdecydowały skoncentrować działalność na przewozach towarowych. Powodem tej decyzji była niewielka prędkość przelotowa samolotów DC-4 i co za tym idzie - ich niewielka konkurencyjność na rynku przewozów pasażerskich. W 1969 zakupiono kolejnego DC-4 i kilka sztuk Douglas DC-7 od KLM. Pod koniec lat siedemdziesiątych w miejsce DC-7 pojawiły się Canadair CL-44, a te z kolei w 1989 zostały zastąpione przez odrzutowce Douglas DC-8. W latach osiemdziesiątych większość udziałów Aer Turas została wykupiona przez Aer Lingus - narodowego przewoźnika irlandzkiego. Rosnące koszty ubezpieczeń, konkurencja i wreszcie kryzys branży lotniczej po zamachach terrorystycznych 11 września 2001 doprowadziły firmę do upadku. 2 lipca 2003 roku Aer Turas zawiesiła działalność. W ostatnich latach swojej działalności firma obsługiwała głównie loty między Europą a Bliskim Wschodem i Afryką Północną.

## Flota
- de Havilland Dragon Rapide 1963
- Bristol Britannia
- Bristol Freighter
- Canadair CL-44
- Douglas DC-3 1963
- Douglas DC-4 1965
- Douglas DC-7 1969-1971
- Douglas DC-8
- Hawker Siddeley Argosy 1971
- Lockheed TriStar